# 유리 니쿨린

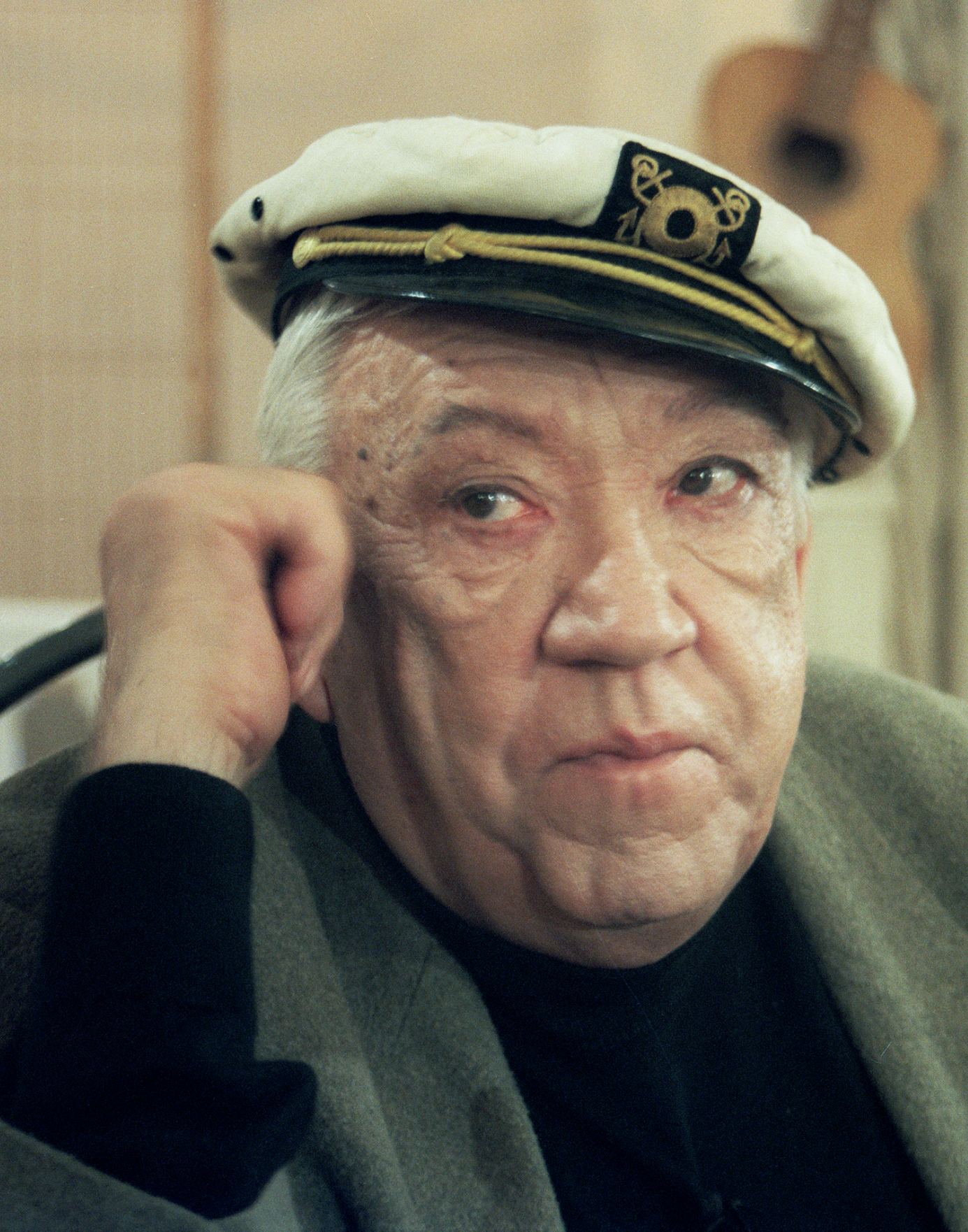

유리 니쿨린(본명: 유리 블라디미로비치 니쿨린, 러시아어: Юрий Владимирович Никулин, 1921년 12월 18일 ~ 1997년 8월 21일)은 소련과 러시아의 배우이자 광대로 많은 인기 영화에 출연했다. 그는 다이아몬드 팔과 같은 레오니드 가이다이의 코미디에서 펼친 역할로 잘 알려져 있지만 때때로 극적인 역할에 출연하고 모스크바 서커스에서 공연했다.
1973년에 소련 인민 예술가 칭호를, 1990년에는 사회주의 노동 영웅 칭호를 받았다. 또, 일생 동안 두 번 받은 명망 있는 레닌 훈장을 포함하여 많은 국가 상을 받았다.